# Leelee Sobieski
Pour les articles homonymes, voir Sobieski.
Liliane Sobieski, dite Leelee (ou LeeLee) Sobieski, née le 10 juin 1983 à New York, (État de New York, États-Unis), est une actrice américaine, qui s'est reconvertie dans la peinture.

## Biographie
Liliane Rudabet Gloria Elsveta Sobieski est née d'un père français, le peintre et acteur Jean Sobieski, qui joua dans des westerns spaghetti et plusieurs films français, et d'une mère américaine, Elizabeth Salomon qui est productrice et scénariste. Elle dit être une descendante du roi Jean III Sobieski de Pologne. Mariée une première fois avec Matthew Davis de 2008 à 2009, elle se remarie en 2010 avec le styliste Adam Kimmel et a deux enfants, Louisanna Ray Kimmel et Martin Kimmel.

## Carrière
Leelee Sobieski commence à être connue du grand public durant son adolescence grâce à son rôle dans le film Deep Impact de Mimi Leder en 1998 et celui d'une lolita dans le film Eyes Wide Shut de Stanley Kubrick, l'année suivante, alors qu'elle n'avait pas quinze ans lors du tournage des scènes où elle interprète une nymphette. Elle poursuit en 2000, dans le drame Un été sur terre, face à Chris Klein et Josh Hartnett.
Sa connaissance de la langue française lui permet de jouer des rôles principaux dans L'Idole de Samantha Lang en 2002, La fille d'un soldat ne pleure jamais de James Ivory en 1998 ou le feuilleton télévisé Les Liaisons dangereuses de Josée Dayan en 2003.
Elle se retire du milieu du cinéma et de la télévision en 2012 pour devenir artiste sous son nom d'épouse LeeLee Kimmel. Sa première exposition personnelle a lieu dans une galerie de Brooklyn en 2018.

## Filmographie

### Cinéma
- 1997 : Un Indien à New York (Jungle 2 Jungle) de John Pasquin : Karen Kempster
- 1998 : Deep Impact de Mimi Leder : Sarah Hotchner Beiderman
- 1998 : La fille d'un soldat ne pleure jamais (A Soldier's Daughter Never Cries) de James Ivory : Charlotte Anne Willis à 14 ans
- 1999 : Collège Attitude (Never been kissed) de Raja Gosnell : Aldys Martin
- 1999 : Eyes Wide Shut, de Stanley Kubrick : la fille de Milich
- 2000 : Un été sur terre (Here on Earth) de Mark Piznarski : Samantha Cavanaugh
- 2001 : 1943, l'ultime révolte (Uprising) de Jon Avnet : Tosia Altman
- 2001 : La Prison de verre (The Glass House) de Daniel Sackheim : Ruby Baker
- 2001 : Une virée en enfer (Joy Ride) de John Dahl : Venna
- 2002 : Max de Menno Meyjes : Liselore von Peltz
- 2002 : L'Idole de Samantha Lang : Sarah Silver
- 2006 : Lying (en) de M. Blash : Sarah
- 2006 : The Elder Son (en) de Marius Balchunas : Lolita
- 2006 : The Wicker Man de Neil LaBute : Sister Honey
- 2006 : In a Dark Place (en) de Donato Rotunno : Anna Veigh
- 2006 : Heavens Fall (en) de Terry Green : Victoria Price
- 2007 : King Rising, Au nom du roi (In the Name of the King : A Dungeon Siege Tale) d'Uwe Boll : Muriella
- 2007 : Walk All Over Me de Robert Cuffley : Alberta
- 2007 : 88 minutes de Jon Avnet : Lauren Douglas
- 2008 : Finding Bliss (en) de Julie Davis : Jody Balaban
- 2009 : Night Train de Brian King : Chloe White
- 2009 : Public Enemies de Michael Mann : Polly Hamilton
- 2010 : Acts of Violence d'Il Lim : Olivia Flyn
- 2012 : Branded (en) de Jamie Bradshaw et Alexander Dulerayn : Abby Gibbons
- 2016 : The Last Film Festival (en) de Linda Yellen : Stalker

### Télévision

#### Téléfilms
- 1994 : Le Baiser du papillon (Reunion) de Lee Grant : Anna Yates
- 1995 : A Horse for Danny de Dick Lowry : Danielle « Danny » Fortuna
- 1999 : Jeanne d'Arc de Christian Duguay : Jeanne d'Arc
- 2003 : Les Liaisons dangereuses de Josée Dayan : Cécile de Volanges
- 2005 : Hercule de Roger Young : Déjanire

#### Séries télévisées
- 1995 : Charlie Grace (en) : Jenny Grace
- 1996 : Une maman formidable (Grace Under Fire) : Lucy (épisode Positivement haïssable (Positively Hateful))
- 1996 : Infos FM (NewsRadio) (épisode Arcade)
- 1996 : The Home Court (en) : Leslie (épisode Love, Death & Soda)
- 1998 : FX, effets spéciaux : Tanya (épisode Le Mauvais Œil (Evil Eye))
- 2002 : Frasier : Sheila (épisode Enemy at the Gate)
- 2010 : Drop Dead Diva : Samantha Colby (épisode A Mother's Secret)
- 2010 : The Good Wife : Alexis Symanski (épisode Breaking Up)
- 2012 : NYC 22 : Jennifer « Maison blanche » Perry

## Distinctions

### Récompenses
- Prix de la "Star féminine de demain" lors des Young Hollywood Awards 2000
- Prix de la "Meilleure actrice dans une mini-série ou un téléfilm" lors des YoungStar Awards 1999 pour Jeanne d'Arc

### Nominations
- Nommée pour le prix de la "Meilleure jeune actrice" lors des Young Artist Awards 1997-1998 (en) pour La fille d'un soldat ne pleure jamais
- Nommée pour le prix de la "Meilleure actrice dans une mini-série ou un téléfilm" lors des Primetime Emmy Awards 1999 (en) pour Jeanne d'Arc
- Nommée pour le prix de la "Meilleure actrice prometteuse" lors des Chicago Film Critics Association Awards 1999 pour La fille d'un soldat ne pleure jamais
- Nommée pour le prix de la "Meilleure performance pour une jeune actrice" lors des YoungStar Awards 1999 pour Collège attitude
- Nommée pour le prix de la "Meilleure actrice dans une mini-série ou un téléfilm" lors des Satellite Awards 2000 pour Jeanne d'Arc
- Nommée pour le prix de la "Meilleure actrice dans une mini-série ou un téléfilm" lors des Golden Globes 2000 pour Jeanne d'Arc
- Nommée pour le prix de la "Meilleure performance pour un drame romantique" lors des Teen Choice Awards 2000 (en) pour Un été sur terre
- Nommée pour le prix de la "Meilleure actrice dans une mini-série ou un téléfilm" lors des Golden Globes 2002 pour 1943, l'ultime révolte
- Nommée pour le prix du "Pire second rôle féminin" lors des Razzie Awards 2009 pour 88 minutes et King Rising, au nom du Roi